# Света Неделя (Асамати)
Света Неделя (на македонска литературна норма: Света Недела) е археологически обект, селище от Бронзовата епоха край ресенското село Асамати, Северна Македония.

## Местоположение
Намира се на 500 m северно от селото и на 100 m южно от кръстовището на пътя от Асамати с пътя Претор – Грънчари.

## Описание
В 1978 – 1980 година на малката тумба в полето са извършени защитни археологически разкопки, при които са открити останки от къщи, изградени от дървен материал и кал от края на Бронзовата епоха. Движимият археологически материал е представен от множество керамични съдове за всекидневна употреба, с различни размери и форми, скромно украсени с вдлъбнатини от пръсти. Намерени са сечива от кост и камък, тежести и глинени прешлени. Няколкото групи от фрагментирани керамични съдове навеждат на мисълта за грънчарска работилница. Средната част на къщата е унищожена от по-късна вкопана постройка със сух зид с дебелина 1 m, в посока изток-запад, организирана във формата на буквата П. Функциите и времевата принадлежност на този обект не са определени.
Находките се пазят в Музейната сбирка в Ресен.